# Macintosh SE
A Macintosh SE asztali számítógépet 1987. március 2. és 1989. augusztus 1. között 29 hónapon, a Macintosh SE FDHD asztali számítógépet pedig 1989. augusztus 1. és 1990. október 15. között 14 hónapon át gyártotta és forgalmazta az Apple. A Macintosh SE és SE FDHD a Compact Macintosh számítógép-családba tartozott.

## Története
A Macintosh II-vel egy időben bemutatott Macintosh SE egy bővítőhelyet kínált, és házon belül lehetséges volt második hajlékonylemez-meghajtó vagy egy belső merevlemez elhelyezésének. A Mac SE volt az egyik első Mac, amely Apple Desktop Bus-t (ADB) tartalmazott, amely akár 16 beviteli eszköz csatlakoztatását tette lehetővé. A két floppy-s konfiguráció 2898 dollárért dollárért volt megvásárolható az Egyesült Államokban. 1987 év végéig 255 000 darab SE-t adtak el.
A BlueMaq International 1991-ben bemutatott egy felerősített Macintosh SE-t. A "Heat Seeker II" névre keresztelt klónt 14 inches monokróm monitorral, 85 MB-os merevlemezzel, 800 kB-os hajlékonylemez-meghajtóval szerelték, A 25 MHz-es Motorola 68030 processzor mellék társult egy Motorola 68882 matematikai társprocesszor. Mindez 7000 dollárba került.

### Macintosh SE FDHD
1989 augusztusában az SE-t az SE FDHD (floppy-drive, hard-drive, azaz hajlékonylemez– és merevlemez–meghajtó) váltotta fel, amely 1,44-es SuperDrive-ot és egy 40MB-os belső merevlemezt tartalmazott.

## Technikai leírás
A bézs színű gép súlya 7,7 kg, magassága 345 mm, szélessége 246 mm és mélysége 277 mm volt. A SE számítógépet egymagos 8 MHz-es Motorola 68000 processzor vezérelte, a rendszerbusz 8 MHz-en működött. Külső adattárolási lehetőséget a 800kB-os hajlékonylemez meghajtó (floppy-drive) kínált. A gépet System 4.0 operációs rendszerrel szállította az Apple. A gépet beépített memória nélkül gyártották, maximálisan 4MB (150ns) kezelésére volt képes a gyári specifikáció szerint, a bővítéshez 4 hely (slot) állt rendelkezésre. A számítógépnek 9 inches-es, 72 ppi-s, 512x342 képpont felbontásra képes kijelzője volt.  Csatlakozók: két ADB, két soros port, egy DB-25, egy DB-19 a hajlékonylemez meghajtónak, egy 3,5 mm-es jack audió kimenet. A gép bővíthetőségét szolgálta egy  bővítőhely. Külső SCSI merevlemez csatlakoztatására is volt lehetőség.

## A számítógép adatai
A táblázat nem tartalmazza az összes műszaki paramétert. Az egyes modelleknél a bemutatáskor érvényes adatokat soroljuk fel, a későbbi frissítéseket nem. Az eszköz technikai paraméterei a MacTracker alkalmazásból származnak.
| Gép nevebemutatva kivezetve       | Méretmagasság szélesség mélység súlySzín | Processzorprocesszor órajel, mag L1 és L2 cache társprocesszor | Háttértármerevlemezkülső adathordozó | Eredeti operációs rendszer | Memóriaalap max. @sebességhely   | Kijelzőmérete felbontása       | Grafikakártyamemória kimenet | CsatlakozókEthernet, ADB, soros, SCSI, párhuzamos, FDD, kijelző, hang be/ki, belső mikrofon, hangszóró | Bővíthetőségkártyahelybelső öbölkülső csatlakozó |
| --------------------------------- | ---------------------------------------- | -------------------------------------------------------------- | ------------------------------------ | -------------------------- | -------------------------------- | ------------------------------ | ---------------------------- | --- | ------------------------------------------------ |
| SE1987 márc. 2. 1989 aug. 1.      | 345 mm 246 mm 277 mm 7,7 kg bézs         | Motorola 68000 @8 MHz és 1 mag                                 | 800k floppy                          | System 4.0                 | nincs alap max: 4MB @150ns4 hely | 9 inch, 72 ppi 512x342 képpont |                              | * 2 ADB * 2 soros * 1 D–25 (SCSI) * 1 DB–19 külső FDD * 1 3,5 jack audió ki * beépített hangszóró      | * 1 bővítőhely* SCSI (külső)                     |
| SE FDHD1989 aug. 1. 1990 okt. 15. | 345 mm 246 mm 277 mm 9,5 kg bézs         | Motorola 68000 @8 MHz és 1 mag                                 | 40MB HDD 1,44 floppy                 | System 4.0                 | nincs alap max: 4MB @150ns4 hely | 9 inch, 72 ppi 512x342 képpont |                              | * 2 ADB * 2 soros * 1 D–25 (SCSI) * 1 DB–19 külső FDD * 1 3,5 jack audió ki * beépített hangszóró      | * 1 bővítőhely* SCSI (külső)                     |

## Compact Macintosh számítógépek az időben
| A Compact Macintosh számítógépek az idővonalon |
| --- |
| A színek kezdete a bemutató időpontja, a forgalmazás több esetben is hónapokkal később kezdődött. Megeshet, hogy egy csík végét kitakarja egy másik csík eleje. Előfordul, hogy a gyártás befejezését követően még egy ideig forgalomban marad a gép adott verziója. A hardver szempontjából az Apple számítógépekhez tartozó Macintosh XL-t a gép nevében szereplő "Macintosh" szó miatt tüntettük fel. |